# Українсько-м'янмські відносини
Українсько-м'янмські (м'янманські) відносини — відносини між Україною та Республікою Союзу М'янма.
М'янма визнала незалежність України 19 січня 1999. Права та інтереси громадян України в М'янмі захищає Посольство України в Таїланді.
За даними Державної служби статистики України, обсяг торгівлі між Україною та М'янмою в 2021 році становив 45,074 млн. дол. США (на 10,662 млн. дол. США менше ніж у 2020 році.) Український експорт товарів склав 25,547 млн. дол. США, імпорт - 19,527 млн. дол. США. Водночас імпорту послуг з М’янми до України не відбувалось. Основу українського експорту до М'янми у 2021 році становили жири та олії тваринного або рослинного походження, вартістю 7,365 млн. дол. США (28,8%) та зернові культури - 7,153 млн. дол. США (28%).
Під час Протестів у М'янмі 2021 року місцеві правозахисники опублікували звіт, у якому стверджували, що Україна продовжувала передавати зброю військовим М’янми, незважаючи на здійснений ними «переворот, масові вбивства, арешти та напади проти мирного населення».